# 건화 (십국)
건화(乾和, 943년 11월 ~ 958년 8월)는 남한(南漢) 중종(中宗) 유성(劉晟)의 두번째 연호이다. 14년 9개월 가량 사용하였다. 중종(中宗)이 죽고 난 후에 후주(後主)가 대보로 개원할 때까지 사용하였다. 

## 개원
- 응건(應乾) 원년 11월 13일[1](943년 12월 12일)에 연호를 건화(乾和)로 개원함.[2][3][4]

- 건화(乾和) 16년 8월 3일[5](958년 9월 18일)에 연호를 대보(大寶)로 개원함.[6][7][4]

## 연대 대조표
| 건화       | 원년                           | 2년                           | 3년            | 4년        | 5년             | 6년                                  | 7년        | 8년        | 9년             | 10년       |
| 서기(西紀) | 943년                          | 944년                         | 945년          | 946년      | 947년           | 948년                                | 949년      | 950년      | 951년           | 952년      |
| 간지(干支) | 계묘(癸卯)                     | 갑진(甲辰)                    | 을사(乙巳)     | 병오(丙午) | 정미(丁未)      | 무신(戊申)                           | 기유(己酉) | 경술(庚戌) | 신해(辛亥)      | 임자(壬子) |
| 후진(後晉) | 천복(天福) 8년                 | 9년 개운(開運) 원년           | 2년            | 3년        | 4년             | -                                    | -          | -          | -               | -          |
| 후한(後漢) | -                              | -                             | -              | -          | 천복(天福) 12년 | 13년 건우(乾祐) 원년                 | 2년        | 3년        | 4년             | -          |
| 후주(後周) | -                              | -                             | -              | -          | -               | -                                    | -          | -          | 광순(廣順) 원년 | 2년        |
| 민(閩)     | 영륭(永隆) 5년 천덕(天德) 원년 | 영륭(永隆) 6년 천덕(天德) 2년 | 천덕(天德) 3년 | -          | -               | -                                    | -          | -          | -               | -          |
| 후촉(後蜀) | 광정(廣政) 6년                 | 7년                           | 8년            | 9년        | 10년            | 11년                                 | 12년       | 13년       | 14년            | 15년       |
| 남당(南唐) | 승원(昇元) 7년 보대(保大) 원년 | 2년                           | 3년            | 4년        | 5년             | 6년                                  | 7년        | 8년        | 9년             | 10년       |
| 북한(北漢) | -                              | -                             | -              | -          | -               | -                                    | -          | -          | 건우(乾祐) 4년  | 5년        |
| 건화       | 11년                           | 12년                          | 13년           | 14년       | 15년            | 16년                                 |            |            |                 |            |
| 서기(西紀) | 953년                          | 954년                         | 955년          | 956년      | 957년           | 958년                                |            |            |                 |            |
| 간지(干支) | 계축(癸丑)                     | 갑인(甲寅)                    | 을묘(乙卯)     | 병진(丙辰) | 정사(丁巳)      | 무오(戊午)                           |            |            |                 |            |
| 후주(後周) | 광순(廣順) 3년                 | 현덕(顯德) 원년               | 2년            | 3년        | 4년             | 5년                                  |            |            |                 |            |
| 후촉(後蜀) | 광정(廣政) 16년                | 17년                          | 18년           | 19년       | 20년            | 21년                                 |            |            |                 |            |
| 남당(南唐) | 보대(保大) 11년                | 12년                          | 13년           | 14년       | 15년            | 16년 중흥(中興) 원년 교태(交泰) 원년 |            |            |                 |            |
| 북한(北漢) | 건우(乾祐) 6년                 | 7년                           | 8년            | 9년        | 천회(天會) 원년 | 2년                                  |            |            |                 |            |

## 참고 자료
- 중국의 연호 목록